# Guardians of the Galaxy (equip de 1969)
Els Guardians of the Galaxy és un equip de Superherois que apareix als còmics estatunidencs publicats per Marvel Comics. Els Guardians apareixen per primera vegada a Marvel Super-Heroes núm. 18 (data de portada gener de 1969). L'equip inicial estava formada per Vance Astro, Martinex T'Naga, Charlie-27 i Yondu Udonta. Membres posteriors van incloure Stakar Ogord, Aleta Ogord i Nikki.

## Història de la publicació
Roy Thomas va explicar:
| « | (anglès) 'Guardians of the Galaxy' started out as an idea of mine: about super-guerrillas fighting against Russians and Red Chinese who had taken over and divided the USA. I got a sort of general approval out of [editor-in-chief] Stan [Lee] (I think), and gave the idea to Arnold Drake, since I had not time to write and research it. Arnold went in for a conference with Stan, and Stan (maybe Arnold, too) decided to change it to an interplanetary situation. All the characters and situations in Guardians were created by Arnold and/or Stan. | (català) 'Guardians of the Galaxy' va començar com una idea meva: sobre super-guerrilles que lluiten contra els russos i els xinesos rojos que s'havien apoderat i dividit els EUA. Vaig obtenir una mena d'aprovació general de [l'editor en cap] Stan [Lee] (crec), i vaig donar la idea a Arnold Drake, ja que no tenia temps d'escriure i investigar-lo. Arnold va anar a una conferència amb Stan, i Stan (potser Arnold també) va decidir canviar-ho a una situació interplanetària. Tots els personatges i situacions de Guardians van ser creats per Arnold i/o Stan. | » |

L'equip va aparèixer per primera vegada al títol dedicat a reimpressions parcials Marvel Super-Heroes amb el número 18 (gener de 1969), escrit per Arnold Drake i dibuixat per Gene Colan. Malgrat les bones vendes sobre aquest número, els Guardians of the Galaxy no tornarien a aparèixer en més de cinc anys, a Marvel Two-In-One núm. 5 (juny de 1974). A l'escriptor de la història, Steve Gerber, li va agradar prou l'equip com per utilitzar-los de nou a Giant Size Defenders núm. 5 i The Defenders núm. 26–29 (juliol-novembre de 1975). En cada cas, altres herois com el Capità Amèrica, la Cosa i els Defenders els ajuden en la seva guerra contra els aliens Badoon, la qual cosa requeria l'ús del viatge en el temps en aquestes històries.
Finalment, els Guardians van rebre la seva pròpia sèrie en el títol existent Marvel Presents, començant pel número 3 (febrer de 1976). Steve Gerber, encara encarregant-se de l'escriptura, va reflexionar:
| « | (anglès) Most of the stories I was scripting were set in the present. I wanted to do something that combined the standard superhero elements with something a little different, so that I could give my imagination a bit more play. We had Dave Cockrum redesign the costumes, we created a new starship for them to pilot, and we revised the premise of the strip, so that they were no longer fighting the Badoon on Earth, and sent them off amongst the stars. | (català) La major part de les històries que estava escrivint es van situar en el present. Volia fer alguna cosa que combinés els elements estàndard de superherois amb alguna cosa una mica diferent, de manera que pogués donar una mica més de joc a la meva imaginació. Vam fer que Dave Cockrum redissenyés els vestits, vam crear una nova nau estel·lar perquè la pilotessin i vam revisar la premissa de la sèrie, de manera que ja no lluitessin contra els Badoon a la Terra i els vam enviar entre les estrelles. | » |

Gerber va deixar la sèrie després de set números, i Roger Stern es va fer càrrec de Marvel Presents núm. 10. La sèrie va ser cancel·lada poc després a causa de les baixes vendes, i el número final va ser el número 12 (agost de 1977). L'equip va fer aparicions com a convidat a Thor Annual núm. 6 (1977), The Avengers núm. 167–177 (gener-novembre de 1978) i núm. 181 (març de 1979), Ms. Marvel núm. 23, Marvel Team-Up núm. 86 (octubre de 1979) i Marvel Two-in-One núm. 61–63 i núm. 69 (novembre de 1980). Marvel Two-in-One núm. 69 va canviar dràsticament la història dels Guardians of the Galaxy; a causa dels canvis fets en el passat d'un dels membres, el futur del qual provenen els Guardians of the Galaxy i el corrent principal de l'Univers Marvel van quedar permanentment separats, convertint-se en línies de temps alternatives entre elles. Després d'això, els Guardians of the Galaxy van estar absents de les històries publicades durant més d'una dècada.
El 1989, el director editorial de Marvel, Tom DeFalco, va reviure els Guardians of the Galaxy per treure profit de la popularitat de la sèrie de televisió Star Trek: La nova generació. DeFalco va elaborar un concepte de sèrie utilitzant un nou equip de Guardians, però quan va veure una proposta de sèrie per a l'equip original en la qual l'escriptor/artista Jim Valentino havia estat casualment treballant al mateix temps, va donar llum verda a la idea de Valentino. El primer còmic homònim de The Guardians es va llançar el juny de 1990 i va tenir 62 números. Aquesta sèrie va ser escrita i il·lustrada inicialment per Valentino, que li va donar deliberadament una sensació "divertida" orientada a l'acció que es destacava dels típics còmics "sombrívols" de la dècada de 1990. Tot i que Valentino havia dibuixat la sèrie fins al número 50, la seva carrera es va interrompre quan va cofundar Image Comics. Després d'haver assumit dues sèries noves i la fundació d'una empresa de publicacions, Valentino va demanar a l'editor Craig Anderson si podia passar només a escriure Guardians of the Galaxy i, com a resposta, Anderson el va acomiadar de la sèrie.
Amb el número 29 (octubre de 1992) Michael Gallagher va començar a escriure el títol i va continuar fins a la seva cancel·lació amb el número 62 (juliol de 1995). Segons Kevin West, que es va convertir en el dibuixant amb el número 30 (novembre de 1992), ell i Gallagher van treballar junts en la sèrie, emprant l'anomenat mètode de creació de Marvel, i es van fer bons amics. Durant aquest temps va aparèixer una minisèrie derivada de quatre números, Galactic Guardians (juliol-octubre de 1994), també de Gallagher i West. West va explicar per què no va dibuixar el número final de Guardians of the Galaxy:
| « | (anglès) When I heard we were getting the hook, I naturally started looking for a new job. I ended up at Malibu [Comics]. There was a hold-up getting the Guardians plot finished so by the time I got it, I had to pass because I had a Malibu deadline to meet. Arrgh. Despite any minor qualms I had, I really did enjoy working on the series. | (català) Quan vaig saber que teníem el ganxo, naturalment vaig començar a buscar una feina nova. Vaig acabar a Malibu [Còmics]. Hi va haver un retard perquè s'acabés la trama dels Guardians, així que quan la vaig aconseguir, vaig haver d'aprovar perquè tenia un termini a Malibu per complir. Arrgh. Malgrat els petits escrúpols que vaig tenir, em va agradar molt treballar a la sèrie. | » |

El maig de 2008 es va publicar un segon volum, escrit per Dan Abnett i Andy Lanning. El títol, ambientat en una línia de temps diferent, presenta un nou equip, format per participants a la història d'Anihilation: Conquest. L'equip de 1969 va fer aparicions com a convidat als núm. 12–17 i núm. 25.
Una nova sèrie en curs protagonitzada pels Guardians originals, titulada Guardians 3000 va ser escrita per Abnett, llançada el 2014.

## Història de l'equip de ficció
Els Guardians estan actius al segle 31 en una línia temporal alternativa de l'Univers Marvel coneguda com a Earth-691 (Terra-691). Els membres originals de l'equip inclouen el Major Vance Astro (més tard conegut com a Major Victory), un astronauta de la Terra del segle xx que passa mil anys viatjant a Alfa del Centaure en animació suspesa. També és el futur homòleg de l'univers alternatiu de Vance Astrovik, l'heroi conegut com a Justice.
Altres membres de l'equip original són Martinex T'Naga, un ésser cristal·lí de Plutó; el capità Charlie-27, un soldat de Júpiter; i Yondu Udonta, un "noble salvatge" de pell blava de Centauri-IV (el quart planeta que orbita l'estrella Alfa del Centaure B). Aparentment, cadascun és l'últim de la seva espècie i es veuen obligats a unir-se com a equip contra les accions dels Badoon, una raça alienígena que intenta conquerir el Sistema Solar de la Terra.
Durant la guerra contra els Badoon, l'equip guanya tres membres més: el misteriós duo marit i dona, Starhawk i Aleta, així com Nikki, una noia genèticament modificada de Mercuri que busca emocions en la seva vida, i viatja en el temps al passat, on es troben amb diversos dels herois de la Terra del segle xx, inclòs el Capità Amèrica i la Cosa.
Els Guardians finalment derroten els Badoon, però aviat es troben davant d'un nou enemic anomenat Korvac, que va ser en part una creació dels Badoon. Després d'unir-se amb el déu del tro Thor per derrotar a Korvac al segle 31, els Guardians segueixen a Korvac fins a la Terra principal del segle xx, on juntament amb els Venjadors lluiten una batalla final.
Els Guardians reapareixen anys més tard i tenen una sèrie d'aventures en el seu futur, nous membres s'uneixen a l'equip: l'inhuman Talon, la skrull Replica, la segona Yellowjacket (àlies Rita DeMara del segle xx) i un envellit Simon Williams (ara anomenat Hollywood, Man of Wonder).
Amb la voluntat d'ampliar els Guardians a una organització de múltiples equips, Martinex finalment marxa a buscar membres addicionals per a una segona unitat, els Galactic Guardians.

### Connexió amb els Guardians 2008
Durant la seva segona missió, l'equip que s'havia de convertir en l'encarnació de la Terra-616 dels Guardians descobreix un Vance Astro desplaçat en el temps en un bloc de gel que flota a l'espai. És la seva introducció com a "Major Victòria dels Guardians of the Galaxy" la que inspira l'equip a adoptar el nom. En els números 7 i 16 de la sèrie, es va revelar que un gran "error" en l'actualitat ha fet que el futur es destruís; Starhawk està constantment intentant evitar-ho viatjant en el temps, fent que el futur (i els Guardians) s'alterin. Només Starhawk, que canvia amb cada reinici però és "el que sap" ("one who knows" a l'original, com repetia crípticament des de les seves primeres aparicions) dels canvis, s'adona de qualsevol cosa que és diferent, però cada canvi encara acaba en un cataclisme. Al número 17, l'univers del futur dels Guardians havia estat assumit per la raça alienígena anomenada Badoon, i només una petita part va romandre sense destruir. Els Guardians van enviar un avís fins als nostres dies, encara que a costa de la fi del seu propi univers.
Es revela que el Vance Astro dels Guardians actuals és un Major Victory d'un d'aquests futurs alterats, en lloc de l'original. Un segon Vance Astro alternatiu apareix al número 17.
Al número 18, es va mostrar una tercera versió del futur dels Guardians, aquesta vegada liderada per Killraven contra els marcians.

## En altres mitjans
- Els Guardians originals apareixen com a personatges jugables en un paquet DLC per a Lego Marvel Super Heroes 2 anomenat "Classic Guardians of the Galaxy".
- Diversos membres de l'equip original dels Guardians of the Galaxy apareixen a la pel·lícula d'acció en viu Guardians of the Galaxy Vol. 2, amb Michael Rooker com a Yondu Udonta, Sylvester Stallone com a Stakar Ogord, Michael Rosenbaum com a Martinex T'Naga, Ving Rhames com a Charlie-27, Michelle Yeoh com a Aleta Ogord, una Miley Cyrus no acreditada com la veu de Mainframe i Krugarr en un rol no parlant. Aquestes versions dels personatges formen part d'un grup interestel·lar de lladres, contrabandistes i pirates conegut com a Ravagers.[11][12]
- Stallone i Rosenbaum repeteixen els seus papers com Stakar i Martinex a Guardians of the Galaxy Vol. 3, amb Tara Strong assumint el paper de Mainframe de Cyrus i Rooker apareixent en un breu cameo com a Yondu a causa de la mort del personatge al Vol. 2.